# Microrégions de Corse
Le relief de la Corse aux limites naturelles marquées par des chaînes de montagnes, leurs avancées en mer et les cours d'eau, a permis de tous temps de définir ses microrégions. 

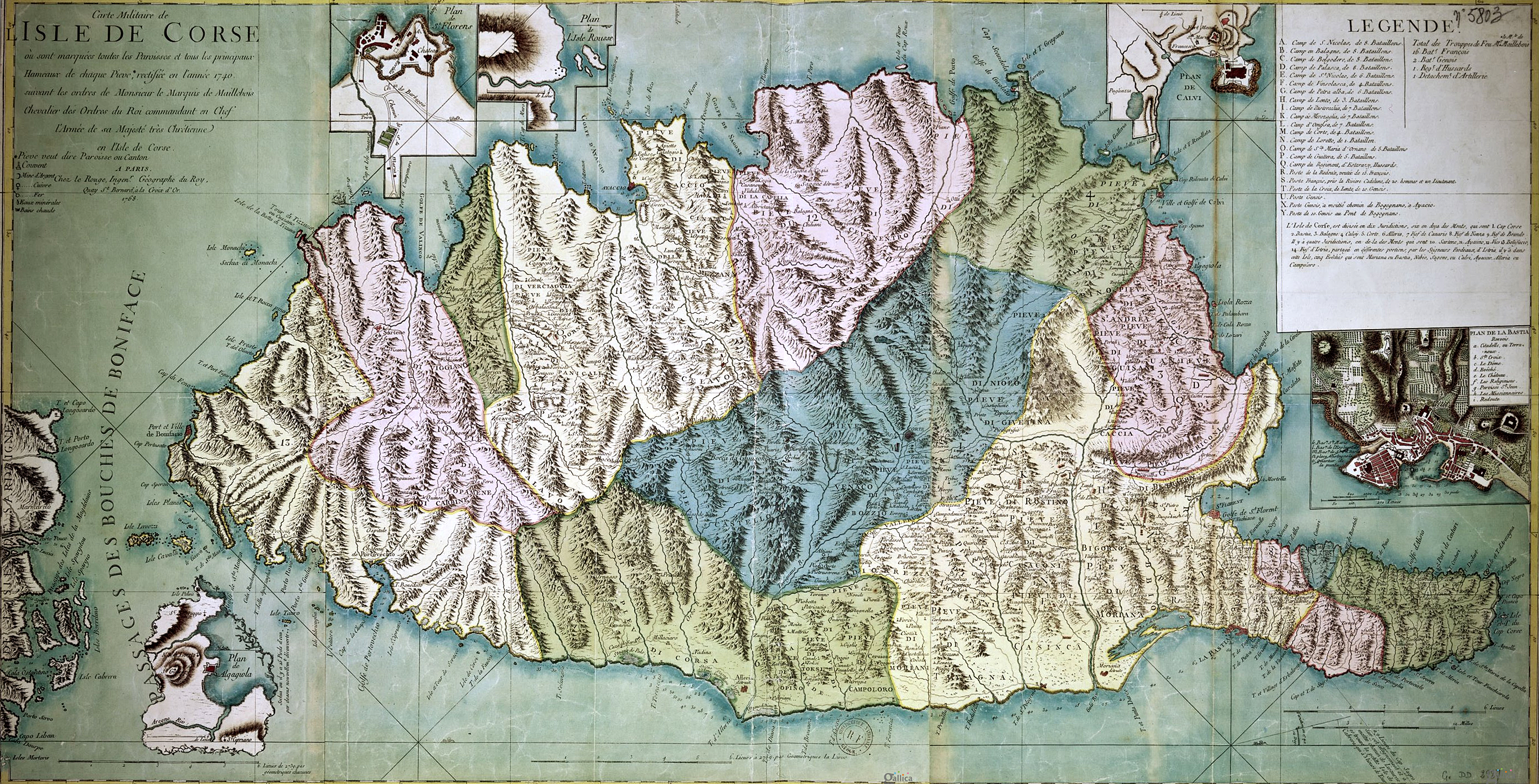
Carte militaire de l'Isle de Corse (1768)

## De l'origine des microrégions
Dès le Ier siècle avant notre ère les  Romains avaient créé des circonscriptions administratives afin de gérer les parties de l'île colonisées. La division administrative la plus ancienne connue est la pieve.
Avec l'arrivée des chrétiens, se créent les diocèses. À l'origine chaque diocèse ne formait qu'une seule paroisse dont le seul curé était l'évêque. Au IIIe siècle le diocèse se subdivise en pièves calquées sur les pièves civiles. Vers l'an 400 la Corse comptait une quinzaine de diocèses.

## Les différentes structures

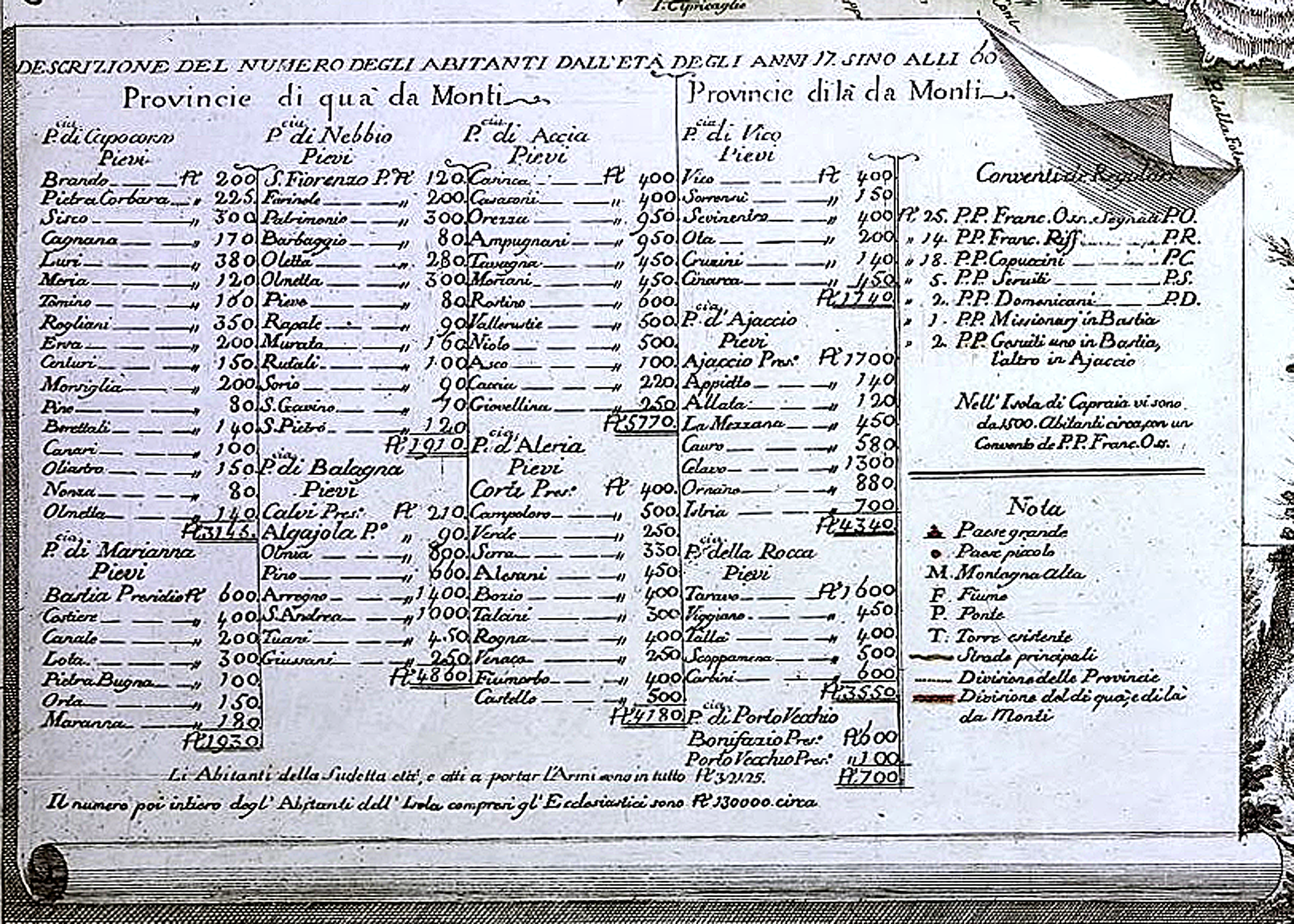
Provinces, pievi et populations en 1760

L'ensemble des structures civiles et religieuses subit des modifications en raison du dépeuplement causé surtout par l'occupation sarrasine au IXe siècle et les incessantes incursions barbaresques. Aussi la Corse du XVe siècle compte-t-elle 2 à 3 fois moins d'évêchés et de pièves qu'au Ve siècle.
Au XVIe siècle la Corse subira de nouveaux découpages religieux et civils avec les Génois, puis à nouveau avec l'arrivée des Français dès le milieu du XVIIIe siècle (Cf. les carte et extrait de carte de la page).
Ce découpage respecte la plupart du temps le relief géographique de l'île qui est doté d'un squelette montagneux propice. Si les noms qui leur sont donnés changeront souvent au cours des siècles, on utilise encore les noms de pieve localement.
Hormis la Castagniccia qui n'a jamais été une province, juridiction ou pieve, - elle couvre cependant une grande partie de l'ancien évêché d'Accia, les microrégions actuelles correspondent souvent aux anciennes provinces génoises ou françaises du XVIIe siècle.
Le découpage de l'île est différemment présenté selon les organismes : Parc naturel régional de Corse, offices du Tourisme, communautés de communes, CREPAC, etc.

## Les microrégions
Le listage ci-dessous, établi par territoires avec leurs communes, définit divers secteurs dans l'île :

### Curtinese
| Piève       | Commune |
| ----------- | --- |
| Bozio       | Alando ; Alzi ; Arbitro ; Bustanico ; Castellare-di-Mercurio ; Favalello ; Mazzola ; Piedicorte-di-Bozio ; Rebbia ; Sermano. |
| Castello    | Ghisoni ; Lugo-di-Nazza ; Pietroso ; Poggio-di-Nazza ; Vezzani.                                                              |
| Giovellina  | Castiglione ; Piedigriggio ; Popolasca ; Prato-di-Giovellina.                                                                |
| Niolo       | Albertacce ; Calacuccia ; Casamaccioli ; Corscia ; Lozzi.                                                                    |
| Rogna       | Altiani ; Antisanti ; Erbajolo ; Focicchia ; Giuncaggio ; Pancheraccia ; Piedicorte-di-Gaggio ; Pietraserena.                |
| Talcini     | Castirla ; Corte ; Omessa ; Santa-Lucia-di-Mercurio ; Soveria ; Tralonca.                                                    |
| Vallerustie | Aiti ; Cambia ; Carticasi ; Érone ; Lano ; Rusio ; San-Lorenzo.                                                              |
| Venaco      | Campovecchio ; Casanova ; Lugo-di-Venaco ; Poggio-di-Venaco ; Riventosa ; Santo-Pietro-di-Venaco ; Serraggio.                |
| Vivario     | Gatti-di-Vivario, Muracciole ; Noceta ; Rospigliani.                                                                         |

Vallerustie est également usuellement inclus dans le territoire de la Castagniccia.

### Sartinesu
| Piève     | Commune |
| --------- | --- |
| Carbini   | Carbini ; Levie ; San-Gavino-di-Carbini ; Zonza.                                                                                        |
| Istria    | Argiusta-Moriccio ; Moca-Croce ; Olivese ; Petreto-Bicchisano.                                                                          |
| Sartène   | Belvédère-Campomoro ; Bilia ; Foce-Bilzese ; Giuncheto ; Granace ; Grossa ; Sartène ; Tivolaggio.                                       |
| Scopamène | Aullène ; Quenza ; Serra-di-Scopamène ; Sorbollano ; Zérubia.                                                                           |
| Tallano   | Altagène ; Cargiaca ; Loreto-di-Tallano ; Mela ; Olmiccia ; Poggio-di-Tallano ; Sant'Andréa-di-Tallano ; Santa-Lucia-di-Tallano ; Zoza. |
| Vallinco  | Calvese ; Casalabriva ; Olmeto ; Sollacaro.                                                                                             |
| Viggiano  | Arbellara ; Fozzano ; Propriano ; Santa-Maria-Figaniella ; Viggianello.                                                                 |

Carbini, Scopamène et Tallano sont fréquemment regroupés sous le nom d'Alta Rocca. Sartène et Viggiano sont regroupés sous le nom de Rocca, toponyme qui désignait plus généralement l'ensemble du territoire décrit ci-dessus à l'exception d'Istria et Vallinco.

### Viculacciu
| Piève      | Communes                                                                                                |
| ---------- | --- |
| Cinarca    | Ambiegna ; Arro ; Calcatoggio ; Cannelle ; Casaglione ; Lopigna ; Sant'Andréa-d'Orcino ; Sari-d'Orcino. |
| Cruzini    | Azzana ; Pastricciola ; Rezza ; Rosazia ; Salice.                                                       |
| Sevidentro | Évisa ; Cristinacce ; Marignana.                                                                        |
| Sevinfuori | Cargèse ; Ota ; Piana.                                                                                  |
| Sia        | Osani ; Partinello ; Serriera.                                                                          |
| Sorroingiù | Appricciani ; Arbori ; Balogna ; Coggia ; Letia ; Murzo ; Renno ; Vico.                                 |
| Sorroinsù  | Guagno ; Orto ; Poggiolo ; Soccia.                                                                      |

Sevidentro, Sevinfuori et Sia sont fréquemment regroupés sous le nom des Deux-Sevi. De même, Sorroingiù et Sorroinsù forment les Deux-Sorru. Les deux appellations furent créées en 1973 lors d'une modification du découpage cantonal de la Corse.

### Balagna
- Algajola
- Aregno
- Avapessa
- Belgodère
- Calenzana
- Calvi
- Cateri
- Corbara
- Costa
- Feliceto
- L'Île-Rousse
- Lavatoggio
- Lumio
- Moncale
- Montegrosso
- Monticello
- Muro
- Nessa
- Occhiatana
- Pigna
- Sant'Antonino
- Santa-Reparata-di-Balagna
- Speloncato
- Ville-di-Paraso
- Zilia

Falasorma
- Galéria
- Manso

Canale
- Lama
- Pietralba
- Urtaca

Ostriconi
- Novella
- Palasca

Caccia
- Asco
- Castifao
- Moltifao

Giussani
- Mausoléo
- Olmi-Cappella
- Pioggiola
- Vallica

### Nebbiu
Compris entre la Balagne à l'ouest et le Grand Bastia à l'est, le Nebbio correspond à l'ancien diocèse de Saint-Florent.
- Barbaggio
- Farinole
- Murato
- Oletta
- Olmeta-di-Tuda
- Patrimonio
- Piève
- Poggio-d'Oletta
- Rapale
- Rutali
- Saint-Florent
- San-Gavino-di-Tenda
- Santo-Pietro-di-Tenda
- Sorio
- Vallecalle

### Capicorsu
La péninsule du Cap Corse, ancienne province chargée d'histoire, est la microrégion au nord de l'île.
- Barrettali
- Brando
- Cagnano
- Canari
- Centuri
- Ersa
- Luri
- Meria
- Morsiglia
- Nonza
- Ogliastro
- Olcani
- Olmeta-di-Capocorso
- Pietracorbara
- Pino
- Rogliano
- Sisco
- Tomino

### Bagnaja
Métropole de la Haute-Corse, la ville de Bastia s'est développée rapidement dès le siècle dernier, absorbant les communes environnantes pour devenir une agglomération étendue.
Au nord, l'ancienne pieve de Lota et Pietrabugno, et au sud les communes de la plaine de la Marana flanquées à l'est du massif de Stella sont aujourd'hui la grande banlieue bastiaise. À ce secteur, Il convient d'ajouter le territoire de l'ancienne pieve de Costiera au sud du massif.
Lota
- Bastia
- San-Martino-di-Lota
- Santa-Maria-di-Lota
- Ville-di-Pietrabugno

Orto
- Biguglia
- Furiani

Marana
- Borgo
- Lucciana
- Vignale

Costiera
- Bigorno
- Campitello
- Canavaggia
- Lento
- Scolca
- Volpajola

### Castagniccia
La Castagniccia est une microrégion s'étendant sur tout le massif du San Petrone. Comme son nom l'indique, elle est recouverte d'une remarquable forêt de châtaigniers.
Rostino
- Bisinchi
- Castello-di-Rostino
- Castineta
- Gavignano
- Morosaglia
- Saliceto
- Valle-di-Rostino

Casacconi
- Campile
- Crocicchia
- Monte
- Olmo
- Ortiporio
- Penta-Acquatella
- Prunelli-di-Casacconi

Ampugnani
- Casalta
- Casabianca
- Croce
- Ficaja
- Giocatojo
- La Porta
- Piano
- Poggio-Marinaccio
- Polveroso
- Pruno
- Quercitello
- San-Damiano
- San-Gavino-d'Ampugnani
- Scata
- Silvareccio

Casinca
- Castellare di Casinca
- Loreto di Casinca
- Penta di Casinca
- Porri
- Sorbo-Ocagnano
- Venzolasca
- Vescovato

Tavagna
- Pero-Casevecchie
- Poggio-Mezzana
- Taglio-Isolaccio
- Talasani
- Velone-Orneto

Moriani
- San-Giovanni-di-Moriani
- San-Nicolao
- Santa-Lucia-di-Moriani
- Santa-Maria-Poggio
- Santa-Reparata-di-Moriani

Orezza
- Campana
- Carcheto-Brustico
- Carpineto
- Monacia-d'Orezza
- Nocario
- Parata
- Piazzole
- Pie-d'Orezza
- Piedicroce
- Piedipartino
- Rapaggio
- Stazzona
- Valle-d'Orezza
- Verdese

Alesani
- Felce
- Novale
- Ortale
- Perelli
- Piazzali
- Pietricaggio
- Piobetta
- Tarrano
- Valle-d'Alesani

Campoloro
- Cervione
- San-Giuliano
- Sant'Andréa-di-Cotone
- Valle-di-Campoloro

Verde
- Campi
- Canale-di-Verde
- Chiatra
- Linguizzetta
- Pietra-di-Verde
- Tox

Vallerustie
- Aiti
- Cambia
- Carticasi
- Érone
- Lano
- Rusio
- San-Lorenzo

### Tavignanu
Aléria
- Aghione
- Aléria
- Casevecchie
- Ghisonaccia

Serra
- Ampriani
- Moïta
- Matra
- Pianello
- Tallone
- Zalana
- Zuani

### Fiumorbu
Cursa
- Isolaccio-di-Fiumorbo
- Prunelli-di-Fiumorbo
- San-Gavino-di-Fiumorbo

Coasina
- Chisa
- Serra-di-Fiumorbo
- Solaro
- Ventiseri

### Bunifaziu
Bonifacio
- Bonifacio

Conca
- Conca
- Lecci
- Sari-Solenzara

Freto
- Figari
- Monacia-d'Aullène
- Pianottoli-Caldarello
- Sotta

Porto-Vecchio
- Porto-Vecchio

### Taravu
Ornano
- Albitreccia
- Azilone-Ampaza
- Cardo-Torgia
- Campo
- Cognocoli-Monticchi
- Coti-Chiavari
- Forciolo
- Frasseto
- Grosseto-Prugna
- Guargualé
- Pietrosella
- Pila-Canale
- Quasquara
- Santa-Maria-Siché
- Serra-di-Ferro
- Urbalacone
- Zigliara

Talavo
- Ciamannacce
- Corrano
- Cozzano
- Guitera-les-Bains
- Palneca
- Sampolo
- Tasso
- Zévaco
- Zicavo

### Gravona-Prunelli
Ajaccio
- Ajaccio
- Alata
- Appietto
- Villanova

Mezzana
- Afa
- Cuttoli-Corticchiato
- Peri
- Sarrola-Carcopino
- Tavaco
- Valle-di-Mezzana

Celavo
- Bocognano
- Carbuccia
- Tavera
- Ucciani
- Vero

Prunelli
- Bastelica
- Bastelicaccia
- Cauro
- Eccica-Suarella
- Ocana
- Tolla